# Paspalum supinum
Paspalum supinum là một loài thực vật có hoa trong họ Hòa thảo. Loài này được Bosc ex Poir. mô tả khoa học đầu tiên năm 1804.